# Bandaran (Tlanakan)
Bandaran is een bestuurslaag in het regentschap Pamekasan van de provincie Oost-Java, Indonesië. Bandaran telt 5878 inwoners (volkstelling 2010).